# Ladies First: A Story of Ladies in Hip-Hop
Ladies First: A Story of Ladies in Hip-Hop är en amerikansk musik- och dokumentärserie vars första säsong hade premiär den 9 augusti 2023 på strömningstjänsten Netflix. Första säsongen består av fyra avsnitt.

## Handling
Dokumentärserien kretsar kring och hyllar de kvinnor har medverkat till påverka hiphopen såväl musikaliskt som kulturellt. Förutom artisterna intervjuas bland andra journalister och skivbolagsdirektörer.

## Medverkande
- Queen Latifah
- Sha Rock
- Remy Ma
- Yo-Yo
- Roxanne Shante
- MC Lyte
- Da Brat
- Monie Love
- Latto
- Chika